# أوسكار مارتينيز (مقدم تلفزيوني)
أوسكار مارتينيز (بالإسبانية: Óscar Martínez)‏ هو مقدم تلفزيوني إسباني، ولد في 1 يونيو 1976 في مدريد في إسبانيا.

## روابط خارجية
- أوسكار مارتينيز على موقع IMDb (الإنجليزية)